# Superintendentura Chojnice Ewangelickiego Kościoła Unijnego
Superintendentura Chojnice Ewangelickiego Kościoła Unijnego – jednostka organizacyjna Ewangelickiego Kościoła Unijnego w Polsce istniejąca w okresie II Rzeczypospolitej i obejmująca grupę gmin kościelnych (zborów) czyli parafii tego Kościoła, skupionych wokół miasta Chojnice.

## Dane statystyczne
| Parafia                              | Liczba wiernych (1937) |
| ------------------------------------ | ---------------------- |
| Kamień pow. Sępólno                  | 570                    |
| Włodzibórz pow. Sępólno              | 648                    |
| Obodowo Sosno Pomorskie pow. Sępólno | 1121                   |
| Sypniewo pow. Sępólno                | 911                    |
| Więcbork Pęperzyn Sitno pow. Sępólno | 3400                   |
| Sępólno                              | 2577                   |
| Bagienica pow. Tuchola               | 508                    |
| Czersk pow. Chojnice                 | 230                    |
| Kosobudy pow. Chojnice               | 40                     |
| Borowy Młyn pow. Chojnice            | 127                    |
| Iwiec pow. Tuchola                   | 510                    |
| Kęsowo pow. Tuchola                  | 515                    |
| Chojnice                             | 1130                   |
| Mokre pow. Chojnice                  | 750                    |
| Rytel pow. Chojnice                  | 117                    |
| Śliwice pow. Tuchola                 | 150                    |
| Tuchola                              | 515                    |